# Salcott
Salcott is een civil parish in het bestuurlijke gebied Colchester, in het Engelse graafschap Essex. In 2001 telde het dorp 221 inwoners.